# Alcorque

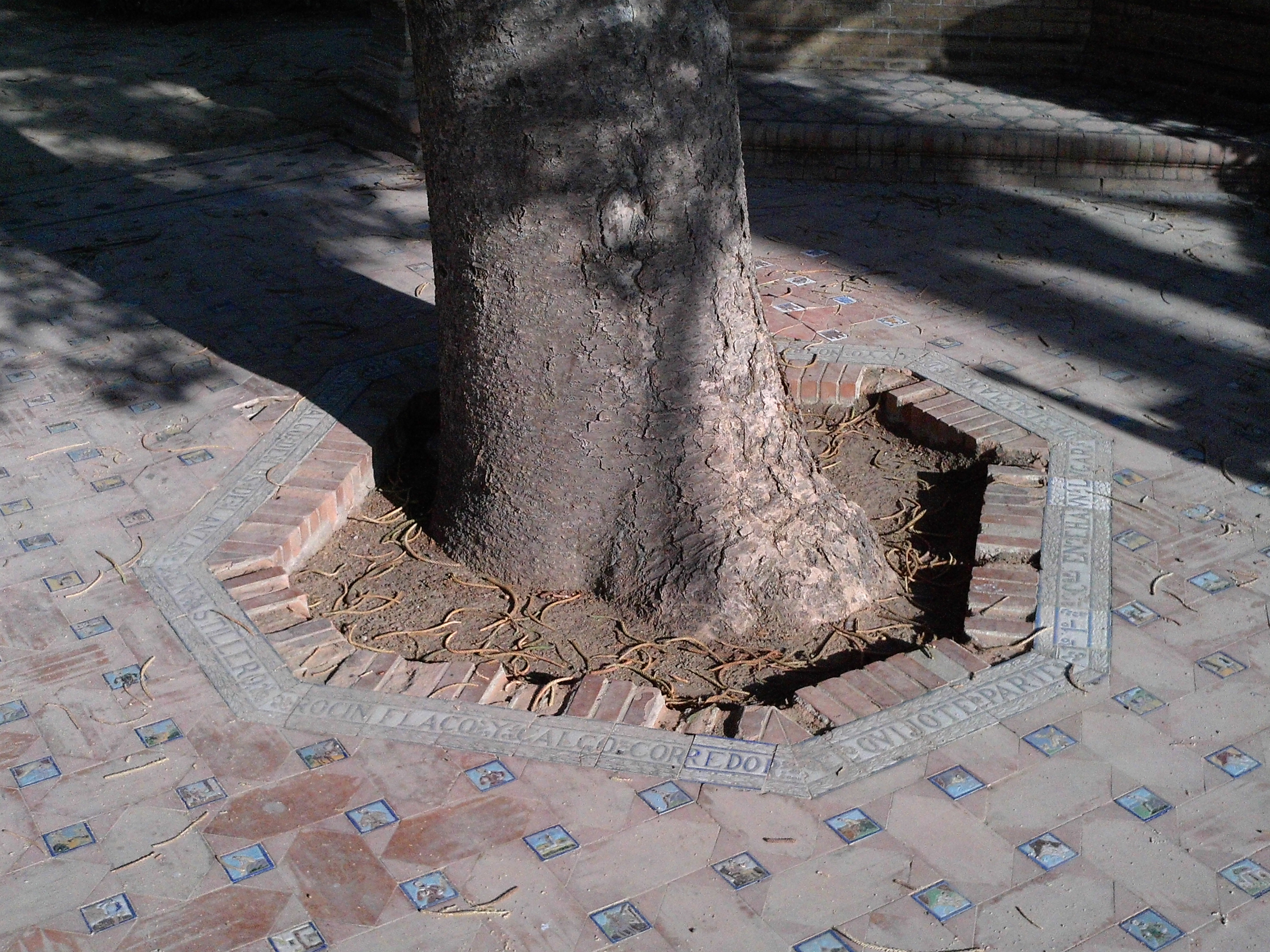
Alcorque en un área enlosada.

El alcorque, socava o cajete es un hoyo cavado al pie de un árbol, para almacenar agua de riego o de lluvia, o fertilizante para facilitar su aprovechamiento por el árbol. A veces, un montículo circular sirve el mismo propósito. 
En suelo pavimentado, como asfaltado o enlosado, se llama alcorque a la zona que se deja sin asfaltar o enlosar alrededor del tronco, y otra función suya es prevenir que el árbol quebrante el pavimiento al crecer.